# 모카 포트

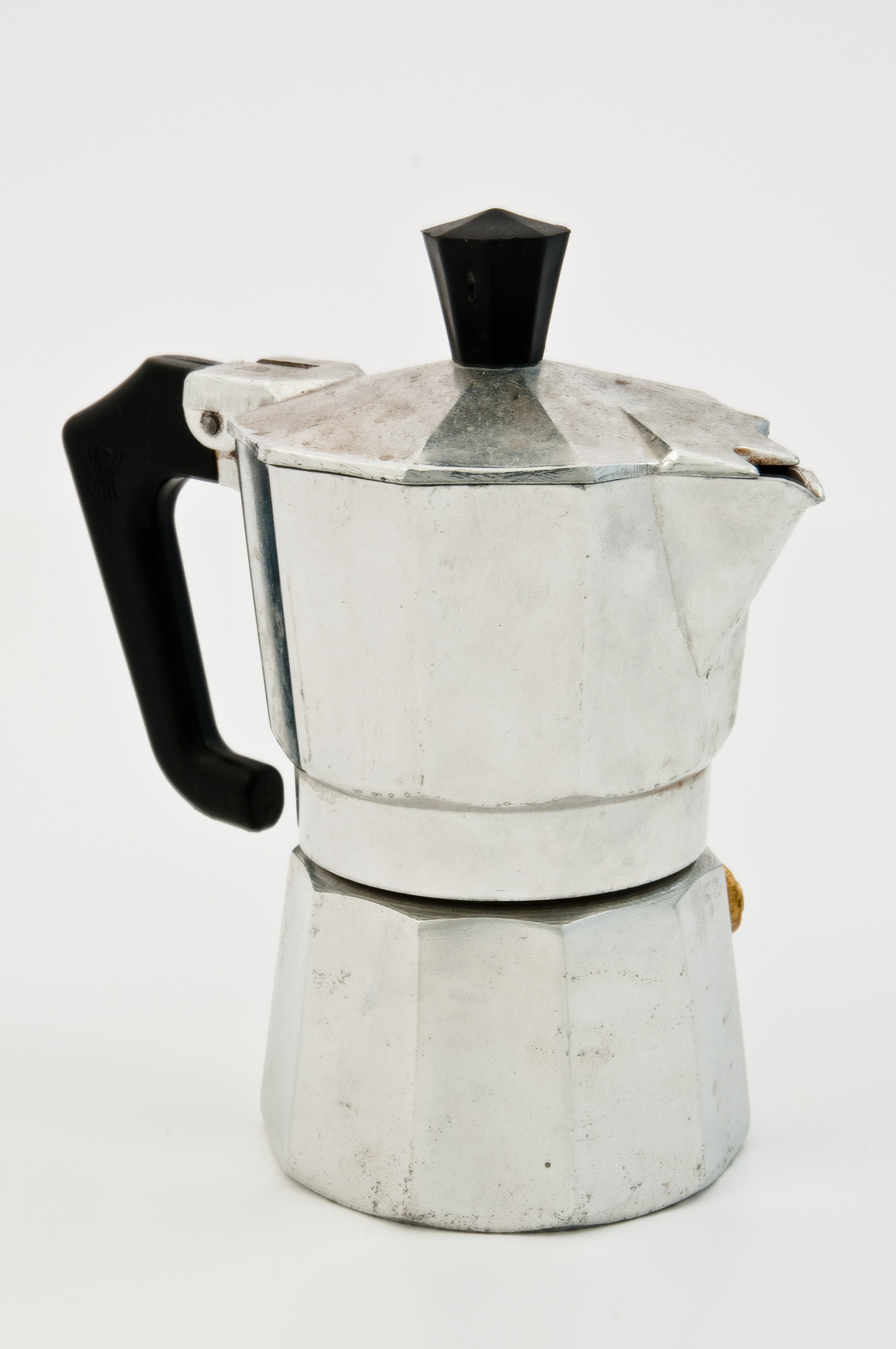

모카 포트(영어:Moka pot, 이탈리아어:Moka) 또는 에스프레소 주전자는 에스프레소 커피를 뽑는 도구이다.
커피 가루를 필터에 넣고 아래층 물통에 물을 넣고 불 위에 올려 놓으면, 물이 끓을 때 수증기의 압력(대기압에서 2기압)으로 커피가 뽑아져 나온다.

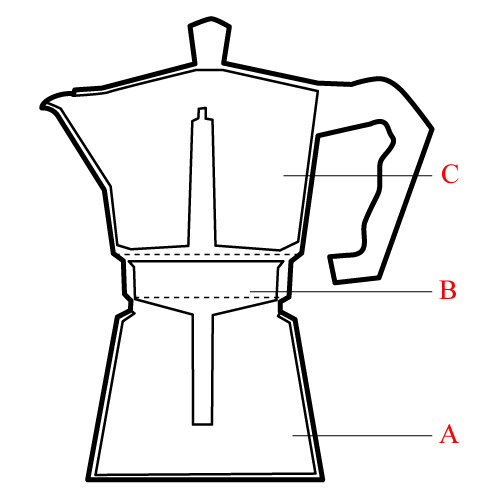
단면

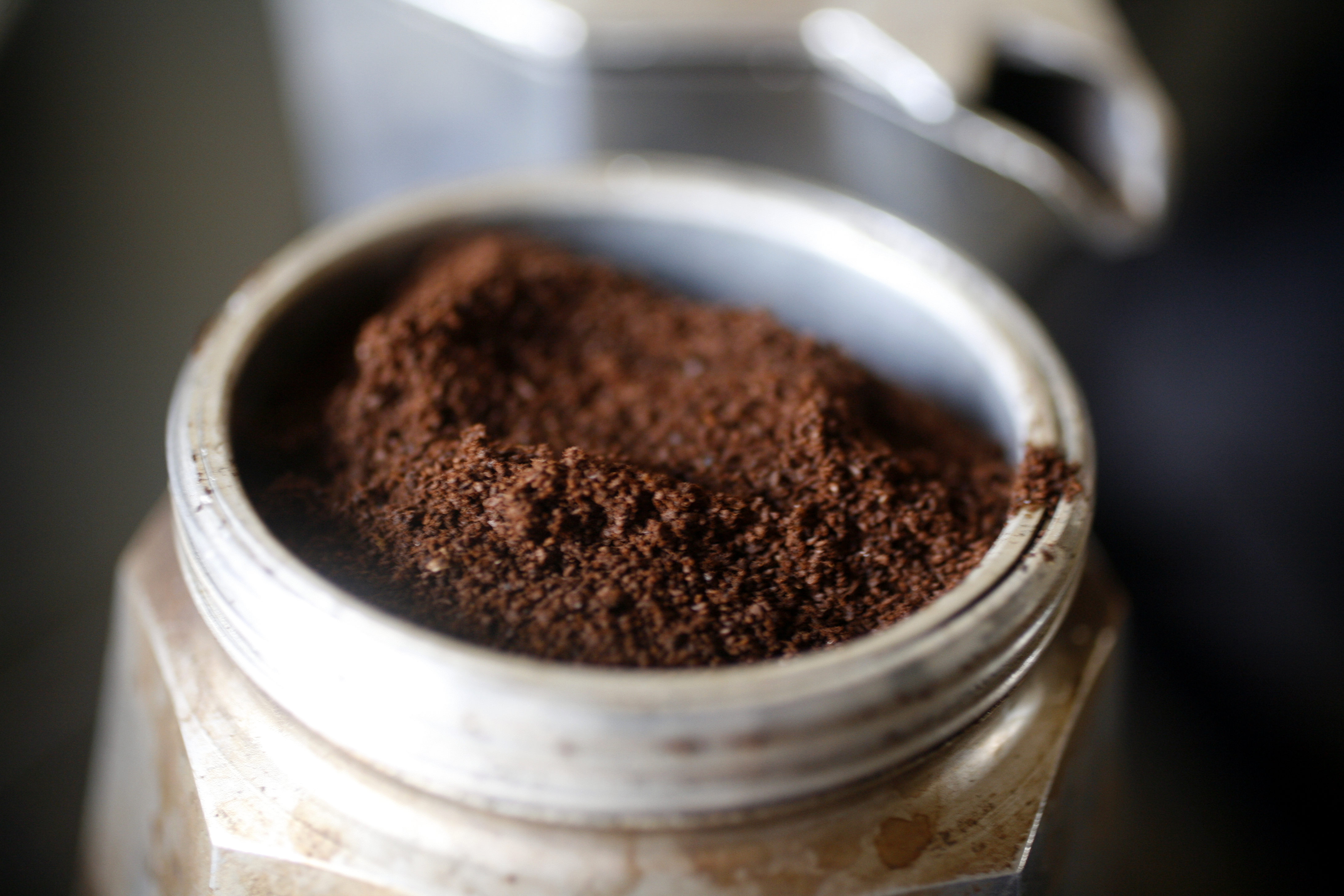
커피를 담은 모습

## 이름과 역사
모카 포트라는 이름은 이탈리아의 비알레띠사의 대표적인 모카 포트인 모카 익스프레스(Moka express)에서 나왔다. 영어권에서는 그냥 모카 익스프레스라고 부르기도 한다.재질은 알미늄이다.

## 커피 여과기
커피 여과기는 커피 퍼콜레이터(coffee percolator) 또는 까페티에라(caffeettiera)라고도 부른다.
커피와 물을 넣고 불 위에 올려 놓아 커피가 위로 뽑아져 나오는 점은 같지만, 커피 여과기는 불에 올려 놓을 때 이미 물과 커피가 섞여 있어서 우러나와 있는 것이 올라갈 뿐이다.

## 에스프레소 기계
에스프레소를 더 높은 압력에서 더 빨리 뽑기 위해, 에스프레소 기계를 발명했다. 기계로 뽑는 커피는 대개 9기압으로 뽑는다.

## 같이 보기
- 커피
- 에스프레소
- 커피 여과기
- 에스프레소 기계
- 프렌치 프레스